# Lico (río de Frigia)
Lico (en griego: Λύκος, Lykos; en latín: Lycus o en turco: Çürüksu Çayı, que significa en español: "río de agua podrida") era el nombre de un río en la Antigua Frigia, actual Turquía. Es afluente del río Menderes y se une a él unos kilómetros al sur de Trípoli (Frigia).
Tenía sus fuentes en las partes orientales del monte Cadmo, no lejos de las del propio Menderes, y fluía hacia el oeste hacia Colosas. Cerca de allí, desaparecía bajo la tierra y, después de una distancia de cinco estadios, reaparecía en la superficie. Pasa por la ciudad de Laodicea del Lico, a la que da nombre y desemboca en el Menderes.
Plinio el Viejo cita tres ríos cerca de Laodicea: el Lycus, el Caprus (en griego: Κάπρος, Kapros, 'jabalí') y el Asopus (en griego: Άσωπός, Asopos, 'fangoso').